# Campoletis rugosipropodeum
Campoletis rugosipropodeum là một loài tò vò trong họ Ichneumonidae.